# Tsjochataoeri (gemeente)
Tsjochataoeri (Georgisch: ჩოხატაურის მუნიციპალიტეტი, Tsjochataoeris moenitsipaliteti) is een plattelandsgemeente in het zuidwesten van Georgië met ongeveer 17.000 inwoners (2024) en een oppervlakte van 825 km². De gelijknamige plaats is het bestuurlijk centrum. De gemeente ligt in de regio Goeria, in het Meschetigebergte.

## Geschiedenis
Vanaf het uiteenvallen van het Koninkrijk Georgië in het begin van de 15e eeuw tot in de 19e eeuw behoorde het grondgebied van de huidige gemeente tot het Vorstendom Goeria. In 1829 werd Goeria via het Verdrag van Adrianopel uit 1829 door het Russische Rijk geannexeerd.

### Vorming district

Oetsjastok Goeria (I) in het oejezd Ozoergeti van het Gouvernement Koetais.

Nadat de Russen ook vrijwel geheel West-Georgië onder controle hadden, werd het gebied bestuurlijk ingedeeld naar Russische maatstaven. Dit zou de basis leggen voor de moderne Georgische bestuurlijke indeling. In 1840 werd het Gouvernement Georgië-Imeretië opgericht dat geheel Georgië besloeg.
Nadat in 1841 al een opstand in Goeria had plaatsgevonden tegen het Russische gezag, vond er in 1902 een grote socialistische boerenopstand plaats tegen het tsaristische gezag, die begon in het dorp Nigoiti maar zich over heel Goeria verspreidde. De rebelse Goeriaanse Republiek werd uitgeroepen, maar deze werd uiteindelijk na de Russische revolutie van 1905 neergeslagen.
In 1846 werden Oost- en West-Georgië gescheiden, waarbij het westen als Gouvernement Koetais opgericht werd met daarbinnen het oejezd Ozoergeti dat geheel Goeria omvatte. Het oejezd werd onderverdeeld in drie gemeentelijke districten (oetsjastok, Russisch: yча́сток), waarvan het district Tsjochataoeri (Чохатаурскій участокъ, Tsjochataoerskiy oetsjastok) overeenkwam met de huidige gemeente Tsjochataoeri.
In 1930 werd het oetsjastok Tsjochataoeri door het Sovjet-bestuur omgevormd tot een rajon (district). In het onafhankelijke Georgië werd het district in 1995 onderdeel van de nieuw opgerichte regio (mchare) Goeria en in 2006 werd het district omgevormd naar een gemeente (municipaliteit).

## Geografie
Tsjochataoeri grenst in het westen aan de gemeenten Ozoergeti en Lantsjchoeti, in het noorden en oosten aan de gemeenten Samtredia en Vani van de regio Imereti, en in het zuiden aan Adigeni (regio Samtsche-Dzjavacheti), Choelo en Sjoeachevi (beiden autonome republiek Adzjarië). 

### Meschetigebergte

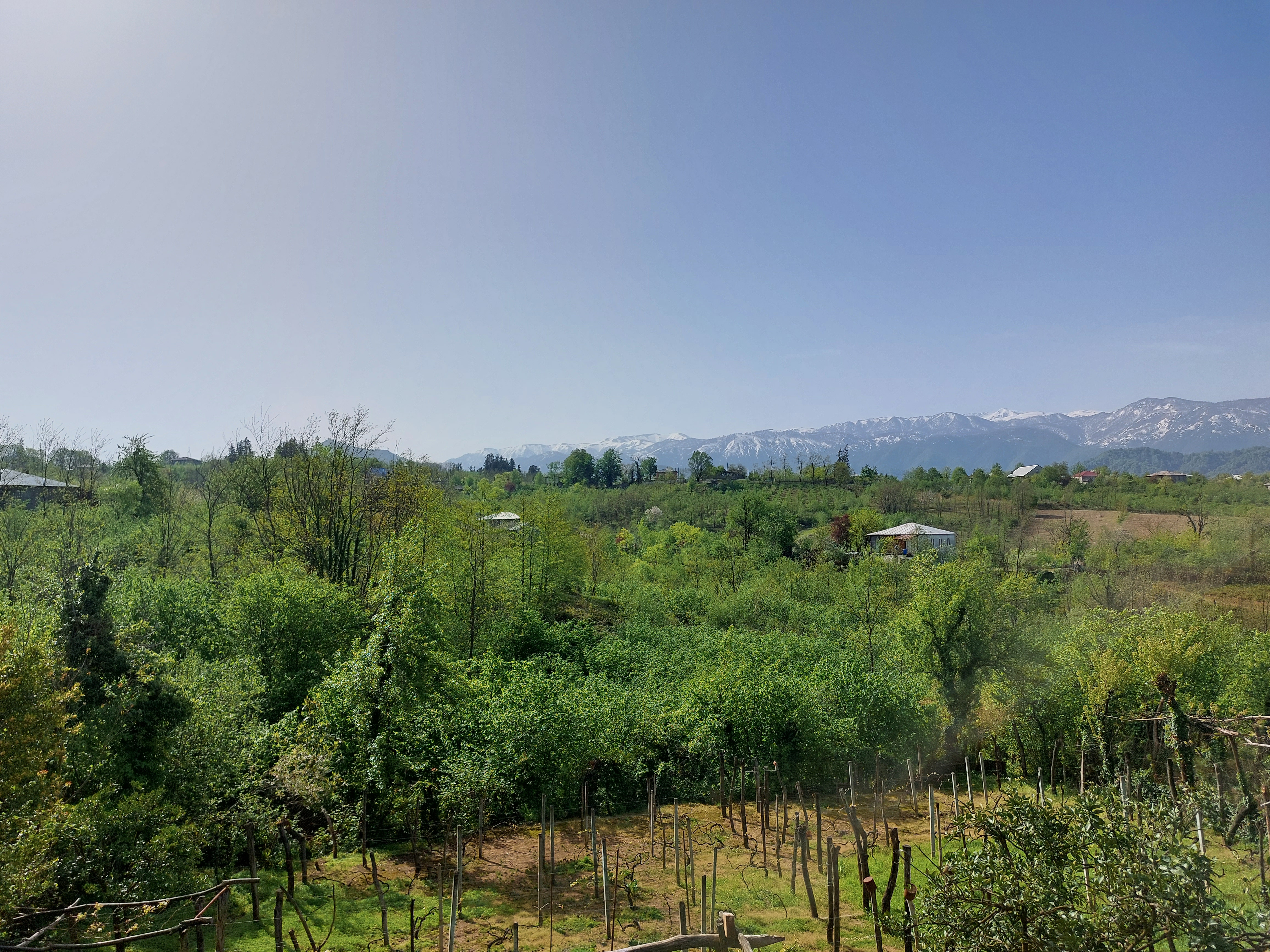
De centrale vallei van de gemeente met het Meschetigebergte op de achtergrond.

Het grootste deel van de gemeente ligt in het Meschetigebergte, een subgebergte van de Kleine Kaukasus. In het noordelijke deel van de gemeente ligt het Goeriagebergte, een bescheiden bergrug dat een noordelijke uitloper is van het Meschetigebergte. Tussen deze gebergtes ligt een glooiende vallei dat het stroomgebied vormt van de Soepsa, de belangrijkste rivier van Goeria, die in het oosten van de gemeente de oorsprong heeft.
Het Goeriagebergte reikt niet hoger dan 600-700 meter boven zeeniveau, terwijl de hoogste bergen van de gemeente in het zuidoostelijke drieregiopunt liggen, waar Goeria, Imereti en Samtsche-Dzjavacheti samenkomen. Hier liggen bergen rond de 2.800 meter boven zeeniveau, met de 2.850 meter hoge berg Mepistskaro als hoogste punt van het Meschetigebergte.

### Kuuroord

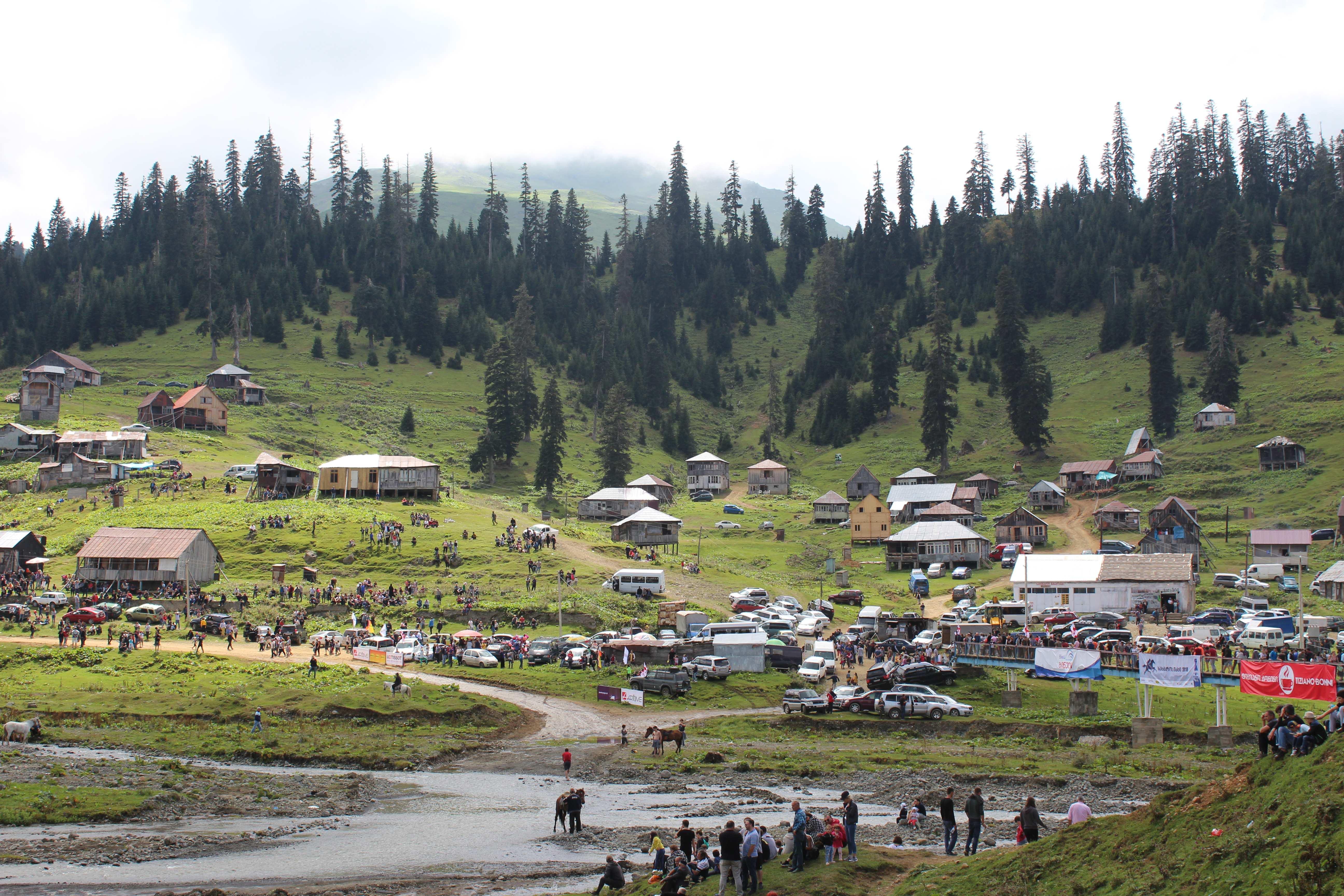
Bachmaro

In het Meschetigebergte ligt Bachmaro, een klimatologisch kuuroord op ruim 1.900 meter boven zeeniveau. De gezondheidseigenschappen van Bachmaro werden in de jaren 1890 ontdekt en al snel werd de plek ontwikkeld. In 1923 kreeg het de status kuuroord en in 1934 opende er een sanatorium. Het ontving vooral patiënten met longklachten, zoals tuberculose. Ook de latere president van Georgië, Edoeard Sjevardnadze, is hier in de jaren 1940 behandeld geweest. De weg naar Bachmaro gaat ten zuiden van het kuuroord over de 2.370 meter hoge Tsjidilapas naar Choelo in Adzjarië. Aan de weg naar Bachmaro, bij het dorpje Nabeghlavi langs de Boebazeoeli-rivier, staat de mineraalwaterfabriek waar de nationaal bekende merken Nabeghlavi en Bakhmaro vandaan komen.

## Demografie
Begin 2024 telde de gemeente Tsjochataoeri 17.001 inwoners,, een daling van ruim 7% ten opzichte van de volkstelling van 2014. Ook het aantal inwoners van het daba Tsjochataoeri daalt gestaag. Dit is een trend die voor de hele regio Goeria geldt.
| Gemeente Tsjochataoeri                                                  | - | - | -   | 30.662 | 29.594 | 28.157 | 26.595 | 24.090 | 19.001 | 18.034 | 17.001 |  |  |  |
|                                                                         |   |   |     |        |        |        |        |        |        |        |        |  |  |  |
| Tsjochataoeri                                                           | - | - | 903 | 2.622  | 2.136  | 2.361  | 2.633  | 2.130  | 1.815  | 1.641  | 1.488  |  |  |  |
| Verantwoording data: Bevolkingsstatistiek Georgië 1897 tot heden. Noot: |   |   |     |        |        |        |        |        |        |        |        |  |  |  |

### Etniciteit en religie

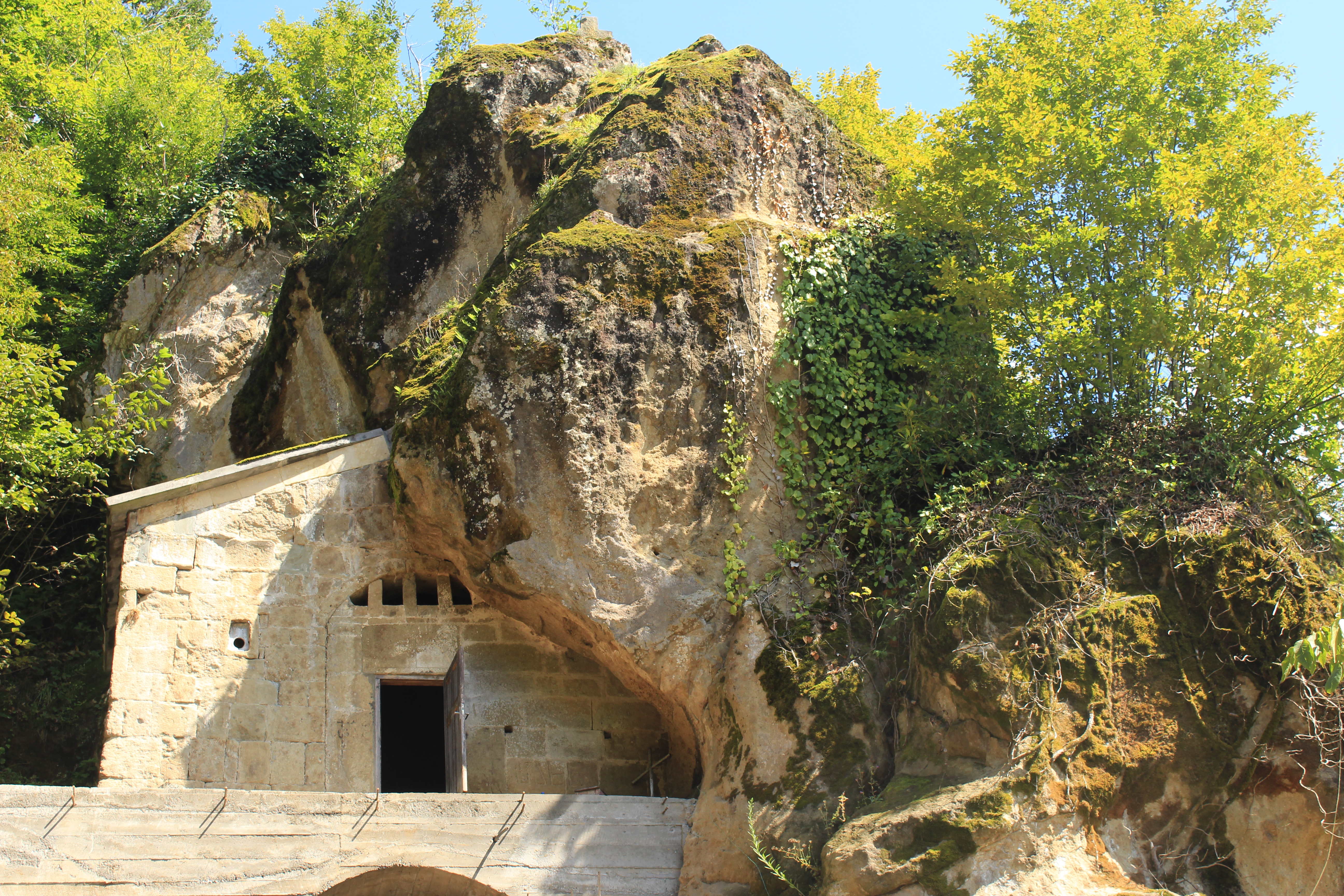
Oedabno-klooster uit de 6e-9e eeuw.

De bevolking van Tsjochataoeri bestaat voor ruim 86% uit orthodox christelijke Georgiërs, gevolgd door islamitische Georgiërs (Adzjaren). Deze laatste groep, die ongeveer 13% groot is, is een erfenis uit de Ottomaanse overheersing van Adzjarië en delen van Goeria waar in de 18e en 19e eeuw gedwongen islamisering plaatsvond. Jehova's getuigen zijn met enkele tientallen de helft van het restant dat een religie heeft opgegeven. Tsjochataoeri is met 99,7% praktisch mono-etnisch Georgisch. Binnen de overige 0,3% zijn Russen met ruim de helft de grootste groep.

## Administratieve onderverdeling

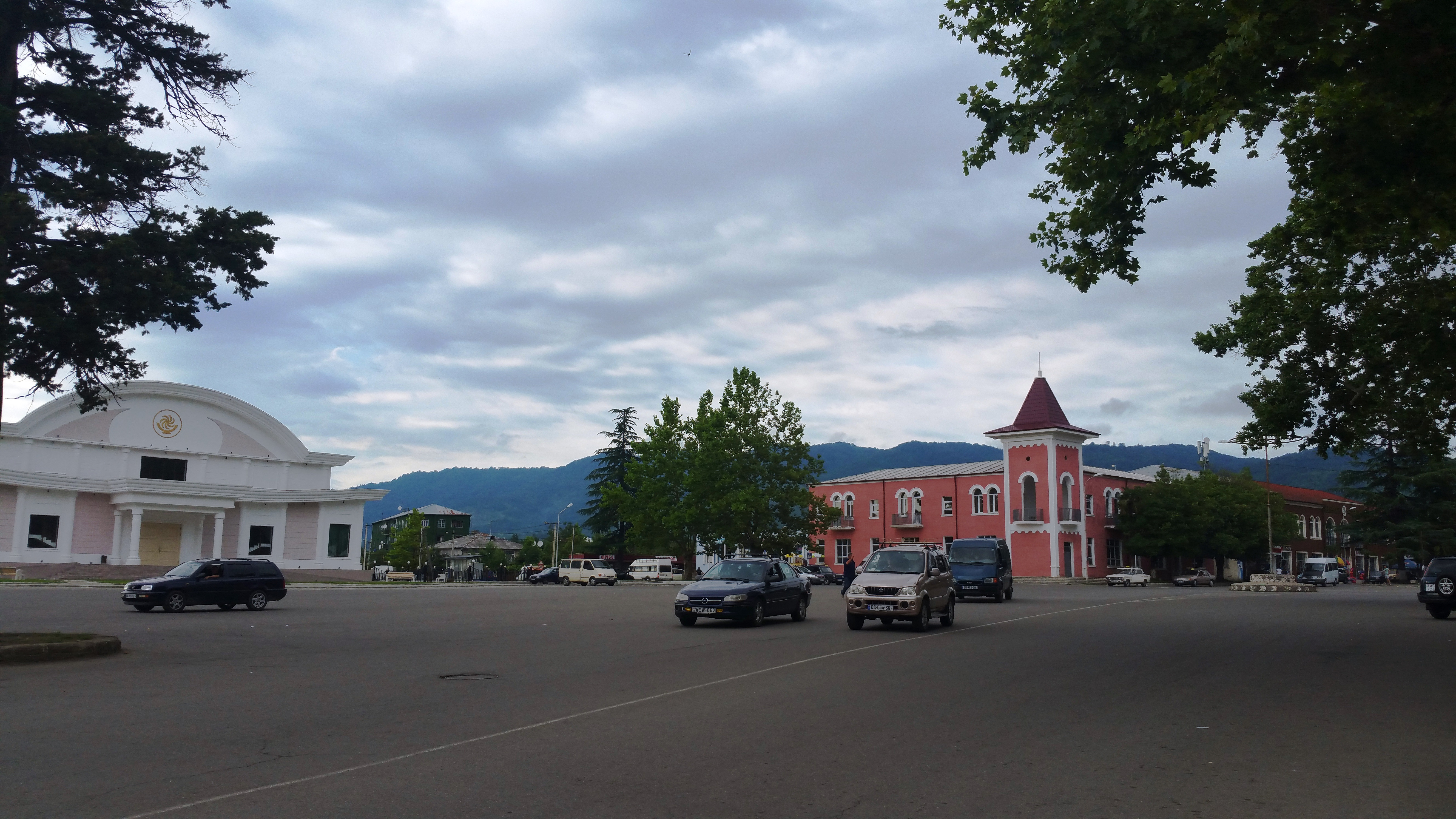
Gemeentelijk centrum Tsjochataoeri

De gemeente Tsjochataoeri is administratief onderverdeeld in 22 dorpsgemeenschappen (თემი, temi) met in totaal 60 dorpen (სოფელი, sopeli). Er zijn twee 'nederzettingen met stedelijk karakter' (დაბა, daba) en geen steden.
- daba: Bachmaro* en Tsjochataoeri, het gemeentelijk centrum;
- dorpen: in totaal 60, waaronder Chidistavi.

Bachmaro is een klimatologisch en balneologisch hoogland kuuroord in het Meschetigebergte en kent geen permanente inwoners.

## Bestuur
De gemeenteraad van Tsjochataoeri (Georgisch: საკრებულო, sakreboelo) wordt elke vier jaar gekozen in een gemengd kiesstelsel. Een deel wordt via enkelvoudige kiesdistricten gekozen en een deel via evenredige vertegenwoordiging van gesloten partijlijsten, waarvoor een kiesdrempel geldt van drie procent.
| Partij | Partij                             | 2014 | 2017 | 2021 |
| ------ | ---------------------------------- | ---- | ---- | ---- |
|        | Georgische Droom (GD)              | 29   | 30   | 26   |
|        | Verenigde Nationale Beweging (UNM) | 2    | 1    | 6    |
|        | Overige partijen                   | 7    | 7    | 4    |
| Totaal | Totaal                             | 38   | 38   | 36   |

## Bezienswaardigheden

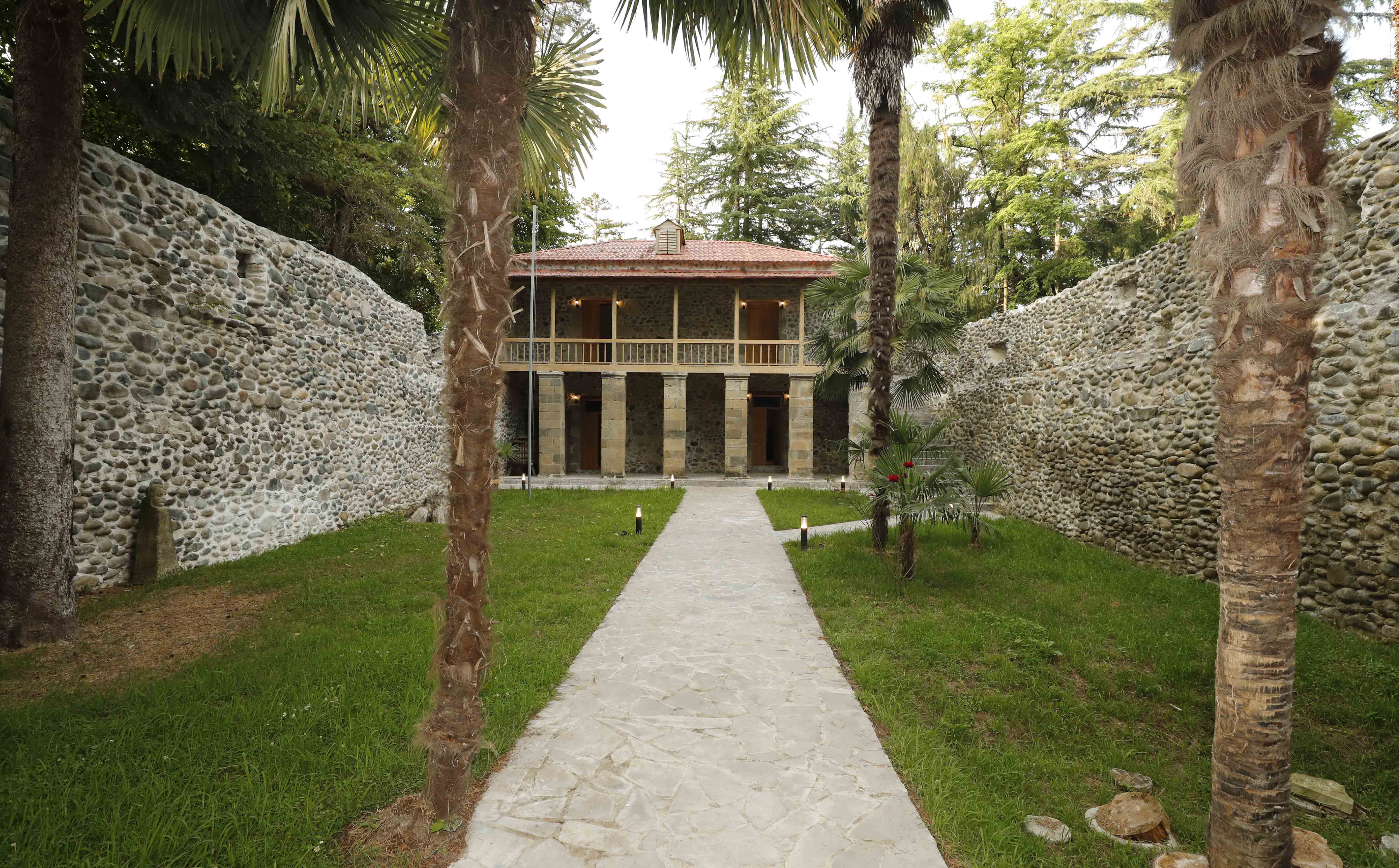
Eristavifort in Goraberezjoeli

Historische bezienswaardigheden zijn de Erketi-kerk uit de 9e eeuw, het Oedabno-klooster uit de 6e-9e eeuw, en het Eristavifort uit de 17e-18e eeuw in het dorpje Goraberezhoeli, een paar kilometer ten westen van Tsjochataoeri.

## Vervoer
De belangrijkste weg door de gemeente is de nationale route Sh2 die het binnenland van Goeria verbindt met Samtredia en Koboeleti aan de Zwarte Zee, ooit een van de weinige genummerde Sovjet hoofdwegen. Een belangrijke gemeentelijke route is de Sh81 die vanaf Tsjochataoeri naar het hooglandresort Bachmaro gaat. Vanaf daar vervolgd de route ongenummerd zijn weg over passen van ruim 2200 meter hoog door de Adzjaarse bergen naar Choelo. Er liggen geen spoorwegen door de gemeente.